# Луиза Мария Стюарт
Луи́за Мари́я Стю́арт (англ. Louisa Maria Stuart; 28 июня 1692, Сен-Жермен-ан-Ле — 18 апреля 1712, Сен-Жермен-ан-Ле) — младшая дочь свергнутого короля Якова II; среди якобитов признавалась королевской принцессой, хотя старшей дочерью монарха не была.
Документы Royal Stuart Society называют Луизу Марию Принцессой за морем, как намёк на неофициальный титул якобитских претендентов Короля за морем, ни один из которых не имел законных дочерей.

## Рождение

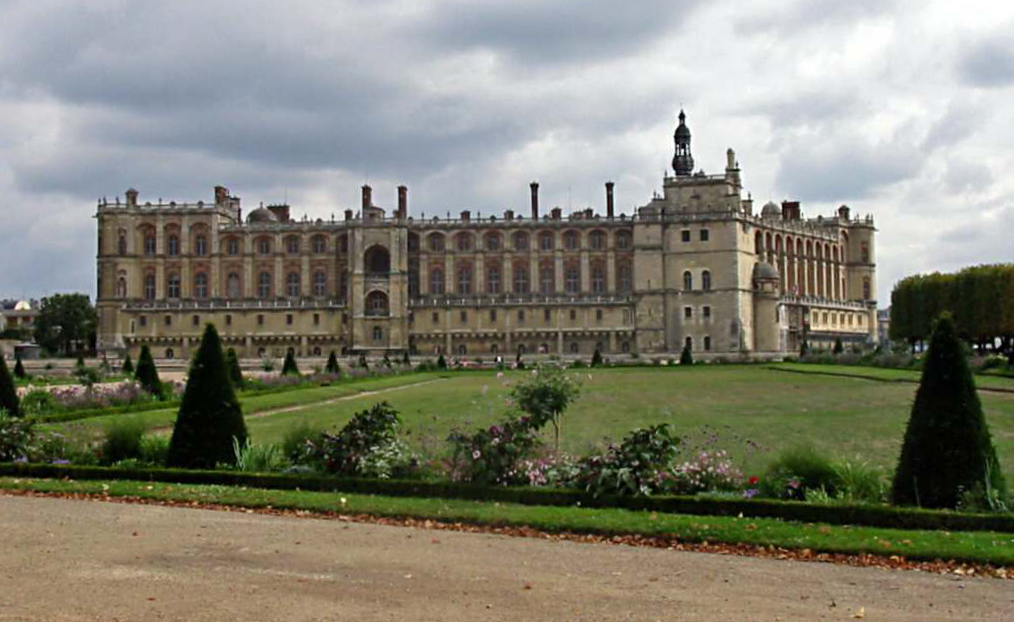
Сен-Жерменский дворец

Луиза Мария родилась в 1692 году в Сен-Жермен-ан-Ле в семье бывшего короля Англии, Шотландии и Ирландии Якова II и его второй жены, Марии Моденской, находившихся во Франции в изгнании. Рождение брата Луизы Марии, Джеймса, сопровождалось скандалом и обвинением Якова и Марии Моденской в подмене умершего сына другим младенцем; во избежание нового скандала, Яков направил приглашение на роды не только своей дочери-королеве Марии, но и многим другим дамам-протестанткам. Среди законнорождённых детей Якова, кроме Луизы Марии, зрелого возраста достигли две дочери от первого брака, Мария и Анна, и сын Джеймс от второго. Мария умерла, когда Луиза Мария была ещё ребёнком, но она имела дружеские отношения с Анной.
Историк-виггист Маколей позже прокомментировал предосторожность Якова:

Если бы некоторые из этих свидетелей имели приглашение в Сент-Джеймсский дворец на утро десятого июня 1688 года, дом Стюартов мог бы, пожалуй, и сейчас быть правящим на нашем острове. Но проще удержать корону, чем вернуть её. Могло быть правдой и то, что клеветническая басня была придумана ради привлечения внимания к Революции. Но и теперь из этого ни в коем случае не следовало полного опровержения той басни и последующей за ним Реставрации. Ни одна леди не пересекла море по зову Якова. Его королева благополучно разрешилась дочерью; но это событие не произвело никакого эффекта на общественное сознание в Англии.
Оригинальный текст (англ.)Had some of those witnesses been invited to Saint James's on the morning of the tenth of June 1688, the House of Stuart might, perhaps, now be reigning in our island. But it is easier to keep a crown than to regain one. It might be true that a calumnious fable had done much to bring about the Revolution. But it by no means followed that the most complete refutation of that fable would bring about a Restoration. Not a single lady crossed the sea in obedience to James's call. His Queen was safely delivered of a daughter; but this event produced no perceptible effect on the state of public feeling in England.

Новорождённой принцессе было дано имя Луиза и Мария при крещении; имя Тереза было дано позже при конфирмации. Луизой девочка была названа в честь своего крёстного короля Людовика XIV; крёстной Луизы Марии стала невестка Людовика XIV Елизавета Шарлотта Пфальцская, герцогиня Орлеанская.
После рождения девочки Яков II объявил, что принцесса была послана Богом своим родителям, находившихся в бедственном положении, в качестве утешения; впоследствии Луизу Марию нередко называли La Consolatrice.

## Жизнь

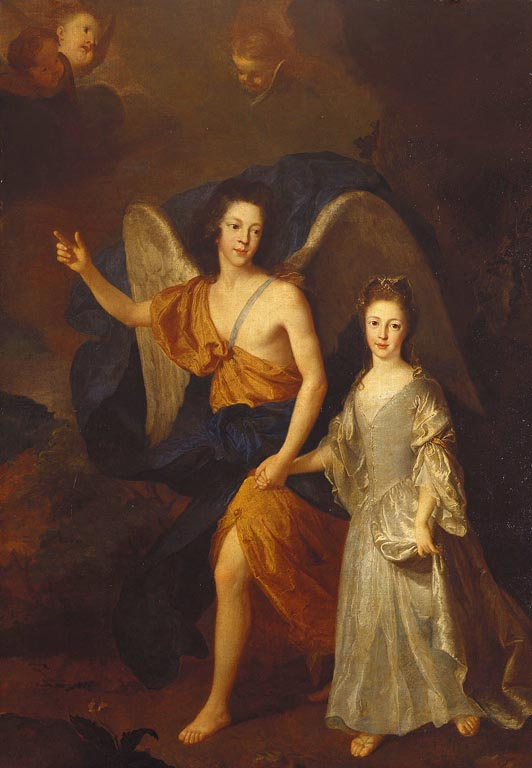
Аллегорический портрет Луизы Марии и её брата кисти Алексиса Саймона Белла, 1699 год

Луиза Мария воспитывалась вместе со старшим братом Джеймсом во Франции. Домашним учителем принцессы был католический священник-англичанин падре Констебль, который преподавал Луизе Марии латынь, историю и религию. Гувернанткой девочки была графиня Миддлтон, жена якобитского пэра Чарльза Миддлтона. Несмотря на положение её родителей, принцесса росла милой и приветливой, что отмечал живший во Франции граф Перт.
Наиболее тёплые отношения у Луизы Марии сложились именно со старшим братом, который горячо любил сестру и оберегал её. Отношения принца и принцессы аллегорически изобразил художник Алексис Саймон Белл в портрете, написанном в 1699 году: Джеймс изображён ангелом-хранителем, ведущим Луизу Марию под взорами херувимов.
К лету 1701 года бывший король Яков был серьёзно болен и вместе с женой стал искать помощи врачей вдали от Сен-Жермена. Однако, в июне пара вернулась домой, чтобы отметить дни рождения детей; два месяца спустя Яков перенёс инсульт и умер 16 сентября. За несколько дней до смерти его навестили Луиза Мария и Джеймс, и он сказал дочери:

Адьё, моё дорогое дитя. Служи создателю твоему в дни своей юности. Прими во внимание добродетель, поскольку она является главным украшением вашего пола. Следуй советам лучшего образца, твоей матушки, что была не меньше, чем я сам омрачена клеветой. Но время — мать истины, и я надеюсь, в конце концов, её добродетели засияют так же ярко, как солнце.
Оригинальный текст (англ.)Adieu, my dear child. Serve your creator in the days of your youth. Consider virtue as the greatest ornament of your sex. Follow close the great pattern of it, your mother, who has been, no less than myself, over-clouded with calumny. But time, the mother of truth, will, I hope, at last make her virtues shine as bright as the sun.

Вскоре после смерти Якова II Людовик XIV провозгласил брата Луизы Марии королём Англии, Шотландии и Ирландии; кроме того, Испания, Папская область и Модена также признали его королём. Луиза Мария и Джеймс были перевезены в Пасси под защиту Антуана Номпара де Комона и его жены; вместе с принцессой отправилась в Пасси и её гувернантка леди Миддлтон.
В 1705 году Луиза Мария стала почётной гостьей на балу в шато Марли, будучи четвёртой по титулованию персоной после французского короля, собственной матери и брата. 23 марта 1708 года после задержки, вызванной корью, молодой Джеймс попытался высадиться в Шотландии, в Ферт-оф-Форт, поддерживаемый французскими кораблями. Но силы Джеймса были разбиты королевским флотом во главе с адмиралом Бингом.
Луиза Мария обожала танцы и оперу и была популярна при Французском дворе. На руку и сердце Луизы Марии претендовали двое: внук короля Людовика, Шарль, герцог Беррийский, и шведский король Карл XII. Но брак с первым был невозможен из-за неясного положения принцессы, а шведский король не принадлежал к римско-католической церкви.
Принцесса остро чувствовала, что якобиты в изгнании многим пожертвовали ради её семьи, и потому она оплатила обучение дочерей многих из них. В этом случае она не делала различий между католиками и протестантами, поддерживая дочерей и тех и других.

## Смерть
В апреле 1712 года и Джеймс и Луиза Мария заболели оспой. В то время как принц пошёл на поправку, его сестра не смогла справиться с недугом: Луиза Мария умерла 18 апреля и была погребена рядом с отцом в церкви английских бенедиктинцев в Париже. Смерть принцессы опечалила многих представителей знати, даже тех, кто выступал против и открыто ненавидел её отца и брата; среди скорбящих была и сама королева Анна. Конечно же, больше всех горевала мать девушки, Мария Моденская, для которой принцесса была не только любимой и единственной дочерью, но и ближайшей подругой. Один французский дворянин писал своему другу в Утрехт:

Милорд, с этим я посылаю вам печальные и прискорбные новости о сильно оплакиваемой смерти королевской принцессы Англии, которая умерла от оспы 18 числа сего месяца в Сен-Жермене и которая была величайшим украшением этого опечаленного двора и восхищала всю Европу; ещё ни одна принцесса не была так повсеместно оплакиваемой. Её смерть заполнила Францию вздохами, стонами и слезами. Она была принцессой с величественными видом и осанкой; каждое движение её говорило о величии, каждое действие было лёгким и без всякого жеманства и подлости, и провозгласило бы её героиней, унаследовавшей от великого рода черты многих героев…
Оригинальный текст (англ.)My Lord, I send to you by these the sad and deplorable news of the much lamented death of the Princess Royal of England who died of the smallpox the 18th of this month at St Germains who as she was one of the greatest ornaments of that afflicted court, so she was the admiration of all Europe; never Princess was so universally regretted. Her death has filled all France with sighs, groans and tears. She was a Princess of a majestical mien and port; every motion spoke grandeur, every action was easy and without any affectation or meanness, and proclaim'd her a heroine descended from the long race of so many paternal and maternal heroes…

Как и многие церкви в Париже, церковь английских бенедиктинцев была осквернена и разрушена во время Французской революции. По словам Жюля Жанина, останки бывшего короля и его дочери были перезахоронены на территории аббатства Валь-де-Грас (ныне одноимённый госпиталь).

## В культуре
Принцесса Луиза Мария в возрасте двенадцати лет появляется в плутовском романе Элизы Хейвуд The Fortunate Foundlings (1744).

### Портреты
Сохранилось несколько портретов принцессы. На некоторые из них Луиза Мария изображена в одиночестве: работа де Труа ок. 1705 года и Алексиса Саймона Белла 1704 года, хранящиеся в Национальной портретной галерее в Лондоне. Также в НПГ хранится портрет кисти де Ларжильера, написанный в 1695 году, на котором принцесса изображена с братом. Именно с этой картины в 1699 году Джоном Смитом была сделана меццо-тинто гравюра. Другой портрет Луизы Марии с братом, изображённым в образе ангела, хранится в Королевской коллекции и также приписывается Беллу. Кроме того, с портрета Луизы Марии с её спаниелем приблизительно в 1700 году Бернардом Ленсом II была сделана меццо-тинто гравюра.